# Popiersie Sokratesa Starynkiewicza w Warszawie
Popiersie Sokratesa Starynkiewicza – pomnik znajdujący się na terenie Stacji Filtrów w Warszawie. 

## Opis
Z inicjatywą upamiętnienia zasłużonego prezydenta miasta Sokratesa Starynkiewicza wystąpili w 1903 jego dawni podwładni i mieszkańcy Warszawy.
Autorem wykonanego z brązu popiersia był Jan Woydyga. Zostało ono umieszczone na cokole wykonanym z różowego granitu podolskiego dekorowanym mosiężnym ornamentem w formie wieńca laurowego. Monument odsłonięto w 1907 po południowej stronie wieży ciśnień na terenie Stacji Filtrów.
Pomnik został zniszczony w czasie II wojny światowej. Został odtworzony w 1996. Autorem rekonstrukcji jest K. Michalski.